# Lịch sử hành chính Điện Biên
Điện Biên là một tỉnh thuộc vùng trung du và miền núi phía Bắc, miền Bắc Việt Nam. Phía bắc giáp tỉnh Vân Nam của Trung Quốc, phía nam và phía tây giáp tỉnh Phongsaly của Lào, phía đông giáp các tỉnh Lai Châu và Sơn La. Vào thời điểm hiện tại (năm 2025), tỉnh Điện Biên có 45 đơn vị hành chính cấp xã, gồm 42 xã và 03 phường.

## Giai đoạn 1975 - 2025

### TỉnhĐiện Biên
Năm 2003, Quốc hội ban hành Nghị quyết chia tỉnh Lai Châu thành 2 tỉnh: Lai Châu và Điện Biên, cùng lúc đó, chuyển huyện Than Uyên của tỉnh Lào Cai về tỉnh Lai Châu quản lý. Tỉnh Điện Biên có diện tích tự nhiên là 955.409,70 ha và dân số hiện tại là 440.300 người, bao gồm diện tích và số dân của thành phố Điện Biên Phủ, thị xã Lai Châu (trừ phường Lê Lợi) và 6 huyện: Mường Nhé, Điện Biên, Điện Biên Đông, Tuần Giáo, Tủa Chùa, Mường Lay (trừ xã Pú Đao, xã Chăn Nưa, xã Nậm Hàng, bản Thành Chử thuộc xã Xá Tổng). Tỉnh lị đặt tại thành phố Điện Biên Phủ.
Năm 2004, điều chỉnh địa giới huyện Mường Lay và thị xã Lai Châu.
- Sáp nhập toàn bộ phường Lê Lợi (TX. Mường Lay), toàn bộ xã Pú Đao, Chăn Nưa, một phần xã Xá Tổng (Mường Lay) vào tỉnh Lai Châu.
- Huyện Mường Lay còn lại 182.552 ha diện tích tự nhiên và 42.864 nhân khẩu, có 11 đơn vị hành chính trực thuộc gồm các xã Xá Tổng, Lay Nưa, Mường Tùng, Pa Ham, Chà Nưa, Si Pa Phìn, Chà Tở, Hừa Ngài, Huổi Lèng, Mường Mươn và thị trấn Mường Lay.
- Xã Xá Tổng (Mường Lay) còn lại 11.119 ha diện tích tự nhiên và 3.552 nhân khẩu.
- Thị xã Lai Châu còn lại 5.236 ha diện tích tự nhiên và 9.279 nhân khẩu, có 2 đơn vị hành chính trực thuộc là các phường Na Lay, Sông Đà.
- Tỉnh Điện Biên có 955.409,70 ha diện tích tự nhiên và 440.300 nhân khẩu, có 8 đơn vị hành chính trực thuộc là các huyện Mường Nhé, Mường Lay, Điện Biên, Điện Biên Đông, Tuần Giáo, Tủa Chùa, thị xã Lai Châu và thành phố Điện Biên Phủ.

Năm 2005, chuyển xã Lay Nưa của huyện Mường Lay về thị xã Lai Châu quản lý; đổi tên thị xã Lai Châu thành thị xã Mường Lay; đổi tên huyện Mường Lay thành huyện Mường Chà và đổi tên thị trấn Mường Lay thuộc huyện Mường Chà thành thị trấn Mường Chà. Cùng năm, thành lập một số xã, thị trấn thuộc các huyện Điện Biên và Điện Biên Đông.
- Sáp nhập toàn bộ xã Lay Nưa (Mường Lay) vào thị xã Lai Châu
- Đổi tên thị xã Lai Châu thành thị xã Mường Lay. Thị xã Mường Lay có 11.403,50 ha diện tích tự nhiên và 14.379 nhân khẩu, có 3 đơn vị hành chính trực thuộc gồm các phường: Sông Đà, Na Lay và xã Lay Nưa.
- Đổi tên huyện Mường Lay thành huyện Mường Chà. Đổi tên thị trấn Mường Lay thành thị trấn Mường Chà. Huyện Mường Chà có 176.385 ha diện tích tự nhiên và 43.664 nhân khẩu, có 10 đơn vị hành chính trực thuộc gồm các xã Mường Tùng, Sá Tổng, Pa Ham, Hừa Ngài, Huổi Lèng, Chà Nưa, Chà Tở, Si Pa Phìn, Mường Mươn và thị trấn Mường Chà.
- Thành lập xã Nà Nhạn (Điện Biên) trên cơ sở một phần xã Nà Tấu. Xã Nà Nhạn có 7.681 ha diện tích tự nhiên và 3.797 nhân khẩu.
- Thành lập xã Nong U (Điện Biên Đông) trên cơ sở một phần xã Pu Nhi. Xã Nong U có 7.900 ha diện tích tự nhiên và 2.478 nhân khẩu.
- Thành lập xã Pú Hồng (Điện Biên Đông) trên cơ sở một phần xã Phìng Giàng. Xã Pú Hồng có 12.650 ha diện tích tự nhiên và 3.443 nhân khẩu.
- Thành lập xã Tìa Dình (Điện Biên Đông) trên cơ sở một phần xã Hàng Lìa. Xã Tìa Dình có 9.882 ha diện tích tự nhiên và 2.468 nhân khẩu.
- Thành lập thị trấn Điện Biên Đông (Điện Biên Đông) trên cơ sở một phần xã Na Son. Thị trấn Điện Biên Đông có 1.890 ha diện tích tự nhiên và 2.986 nhân khẩu.

Năm 2006, thành lập một số xã thuộc các huyện Mường Nhé, Mường Chà, Tuần Giáo và thành lập huyện Mường Ảng từ một phần huyện Tuần Giáo.
- Thành lập một số xã thuộc huyện Mường Nhé:

- Thành lập xã Nà Khoa trên cơ sở một phần xã Nà Hỳ. Xã Nà Khoa có 12.691,49 ha diện tích tự nhiên và 4.531 nhân khẩu.
- Thành lập xã Nà Bủng trên cơ sở một phần xã Nà Hỳ. Xã Nà Bủng có 16.402,78 ha diện tích tự nhiên và 5.072 nhân khẩu.
- Thành lập xã Pa Tần trên cơ sở một phần xã Chà Cang. Xã Pa Tần có 16.670,93 ha diện tích tự nhiên và 2.016 nhân khẩu.
- Thành lập xã Quảng Lâm trên cơ sở một phần xã Mường Toong. Xã Quảng Lâm có 23.512,44 ha diện tích tự nhiên và 3.093 nhân khẩu.
- Thành lập xã Nậm Kè trên cơ sở một phần xã Mường Toong. Xã Nậm Kè có 22.313,78 ha diện tích tự nhiên và 4.296 nhân khẩu.
- Sau khi thành lập một số xã, xã Nà Hỳ có 15.189,73 ha diện tích tự nhiên và 3.981 nhân khẩu, xã Chà Cang có 19.549,07 ha diện tích tự nhiên và 3.576 nhân khẩu, xã Mường Toong có 23.177,78 ha diện tích tự nhiên và 3.599 nhân khẩu. Huyện Mường Nhé có 11 xã.
- Thành lập một số xã thuộc huyện Mường Chà:

- Thành lập xã Na Sang trên cơ sở một phần xã Mường Mươn và xã Si Pa Phìn. Xã Na Sang có 11.356,00 ha diện tích tự nhiên và 3.601 nhân khẩu.
- Thành lập xã Sa Lông trên cơ sở một phần xã Huổi Lèng. Xã Sa Lông có 8.500 ha diện tích tự nhiên và 2.374 nhân khẩu.
- Thành lập xã Ma Thì Hồ trên cơ sở một phần xã Mường Mươn, xã Si Pa Phìn và xã Huổi Lèng. Xã Ma Thì Hồ có 13.990,10 ha diện tích tự nhiên và 3.087 nhân khẩu.
- Thành lập xã Phìn Hồ trên cơ sở một phần xã Si Pa Phìn và xã Chà Nưa. Xã Phìn Hồ có 11.430 ha diện tích tự nhiên và 2.544 nhân khẩu.
- Thành lập xã Nậm Khăn trên cơ sở một phần xã Chà Tở. Xã Nậm Khăn có 10.480 ha diện tích tự nhiên và 1.978 nhân khẩu.
- Sau khi điều chỉnh địa giới hành chính: xã Mường Mươn có 13.379,91 ha diện tích tự nhiên và 3.116 nhân khẩu, xã Huổi Lèng có 10.779,79 ha diện tích tự nhiên và 2.069 nhân khẩu, xã Si Pa Phìn có 12.904,9 ha diện tích tự nhiên và 4.224 nhân khẩu, xã Chà Nưa có 9.832,37 ha diện tích tự nhiên và 2.098 nhân khẩu, xã Chà Tở có 12.311 ha diện tích tự nhiên và 2.009 nhân khẩu. Huyện Mường Chà có 176.385,01 ha diện tích tự nhiên và 46.322 nhân khẩu, có 15 đơn vị hành chính trực thuộc bao gồm 14 xã và 01 thị trấn.
- Thành lập một số xã thuộc huyện Tuần Giáo:

- Thành lập xã Xuân Lao trên cơ sở một phần xã Búng Lao. Xã Xuân Lao có 5.478,05 ha diện tích tự nhiên và 4.079 nhân khẩu.
- Thành lập xã Nặm Lịch trên cơ sở một phần xã Mường Lan. Xã Nặm Lịch có 3.582 ha diện tích tự nhiên và 2.307 nhân khẩu.
- Thành lập xã Ngối Cáy trên cơ sở một phần xã Mường Đăng. Xã Ngối Cáy có 5.237,22 ha diện tích tự nhiên và 2.585 nhân khẩu.
- Sáp nhập một phần xã Ẳng Cang và xã Ẳng Nưa vào thị trấn Mường Ẳng. Đổi tên thị trấn Mường Ẳng thành thị trấn Mường Ảng. Thị trấn Mường Ảng có 645,504 ha diện tích tự nhiên và 3.575 nhân khẩu.
- Sau khi điều chỉnh địa giới hành chính: xã Búng Lao có 5.263,23 ha diện tích tự nhiên và 4.512 nhân khẩu, xã Mường Lạn có 4.051,16 ha diện tích tự nhiên và 3.457 nhân khẩu, xã Mường Đăng có 6.148,06 ha diện tích tự nhiên và 3.115 nhân khẩu, xã Ảng Cang có 5.437,83 ha diện tích tự nhiên và 5.745 nhân khẩu, xã Ẳng Nưa có 2.498,716 ha diện tích tự nhiên và 2.869 nhân khẩu.
- Thành lập huyện Mường Ảng trên cơ sở một phần huyện Tuần Giáo. Huyện Mường Ảng có 44.320,35 ha diện tích tự nhiên và 37.077 nhân khẩu, có 10 đơn vị hành chính trực thuộc bao gồm các xã: Ẳng Cang, Ẳng Nưa, Ẳng Tở, Búng Lao, Mường Lạn, Mường Đăng, Xuân Lao, Nặm Lịch, Ngối Cáy và thị trấn Mường Ảng. Huyện Tuần Giáo có 113.629,45 ha diện tích tự nhiên và 71.423 nhân khẩu, có 14 đơn vị hành chính trực thuộc bao gồm các xã: Toả Tình, Mường Thín, Ta Ma, Quài Cang, Chiềng Sinh, Mường Mùn, Phình Sáng, Pú Nhung, Quài Nưa, Quài Tở, Tênh Phông, Mùn Chung, Nà Sáy và thị trấn Tuần Giáo.

Năm 2009, thành lập một số xã thuộc huyện Mường Nhé và thành phố Điện Biên Phủ.
- Thành lập một số xã thuộc huyện Mường Nhé:

- Thành lập xã Nậm Vì trên cơ sở một phần xã Mường Nhé. Xã Nậm Vì có 6.237,19 ha diện tích tự nhiên và 1.951 nhân khẩu.
- Thành lập xã Na Cô Sa trên cơ sở một phần xã Quảng Lâm. Xã Na Cô Sa có 12.589,4 ha diện tích tự nhiên và 2.367 nhân khẩu.
- Thành lập xã Pá Mỳ trên cơ sở một phần xã Nậm Kè. Xã Pá Mỳ có 6.941,07 ha diện tích tự nhiên và 2.225 nhân khẩu.
- Thành lập xã Sen Thượng trên cơ sở một phần xã Sín Thầu. Xã Sen Thượng có 17.448,27 ha diện tích tự nhiên và 1.987 nhân khẩu.
- Thành lập xã Leng Su Sìn trên cơ sở một phần xã Chung Chải. Xã Leng Su Sìn có 18.105,82 ha diện tích tự nhiên và 2.011 nhân khẩu.
- Sau khi điều chỉnh địa giới hành chính: xã Mường Nhé có 21.781,95 ha diện tích tự nhiên và 4.337 nhân khẩu, xã Quảng Lâm có 10.737,49 ha diện tích tự nhiên và 2.137 nhân khẩu, xã Nậm Kè có 15.392,35 ha diện tích tự nhiên và 2.861 nhân khẩu, xã Sín Thầu có 16.571,64 ha diện tích tự nhiên và 2.105 nhân khẩu, xã Chung Chải có 20.962,90 ha diện tích tự nhiên và 2.275 nhân khẩu. Huyện Mường Nhé có 16 xã.
- Thành lập xã, phường thuộc thành phố Điện Biên Phủ:

- Thành lập xã Tà Lèng trên cơ sở một phần phường Noong Bua. Xã Tà Lèng  có 1.536,29 ha diện tích tự nhiên và 2.500 nhân khẩu.
- Sau khi điều chỉnh, phường Noong Bua có 324,36 ha diện tích tự nhiên và 4.565 nhân khẩu. Thành phố Điện Biên Phủ có 9 đơn vị hành chính, gồm 7 phường và 2 xã.
Năm 2012, thành lập một số xã thuộc các huyện Mường Nhé, Mường Chà, Điện Biên, Tuần Giáo; cùng năm, thành lập huyện Nậm Pồ từ một phần các huyện Mường Chà và Mường Nhé.
- Thành lập xã Nậm Tín (Mường Nhé) trên cơ sở một phần xã Chà Cang và xã Pa Tần. Xã Nậm Tin có 8.715,32 ha diện tích tự nhiên và 2.868 nhân khẩu.
- Thành lập xã Nậm Nhừ (Mường Nhé) trên cơ sở một phần xã Nà Khoa. Xã Nậm Nhừ có 5.993,73 ha diện tích tự nhiên và 2.615 nhân khẩu.
- Thành lập xã Nậm Chua (Mường Nhé) trên cơ sở một phần xã Nà Hỳ. Xã Nậm Chua có 6.906,17 ha diện tích tự nhiên và 2.061 nhân khẩu.
- Thành lập xã Vàng Đán (Mường Nhé) trên cơ sở một phần xã Nà Búng. Xã Vàng Đán có 8.462,59 ha diện tích tự nhiên và 2.963 nhân khẩu.
- Thành lập xã Huổi Lếch (Mường Nhé) trên cơ sở một phần xã Mường Toong. Xã Huổi Lếch có 11.698,63 ha diện tích tự nhiên và 1.995 nhân khẩu.
- Thành lập xã Huổi Mí (Mường Chà) trên cơ sở một phần xã Hừa Ngài và xã Pa Ham. Xã Huổi Mí có 13.937 ha diện tích tự nhiên và 3.152 nhân khẩu.
- Thành lập xã Nậm Nèn (Mường Chà) trên cơ sở một phần xã Pa Ham. Xã Nậm Nèn có 3.619,82 ha diện tích tự nhiên và 2.539 nhân khẩu.
- Thành lập xã Hua Thanh (Điện Biên) trên cơ sở một phần xã Thanh Nưa. Xã Hua Thanh có 7.217,93 ha diện tích tự nhiên và 3.358 nhân khẩu.
- Thành lập xã Pom Lót (Điện Biên) trên cơ sở một phần xã Sam Mứn. Xã Pom Lót có 4.228,5 ha diện tích tự nhiên và 5.158 nhân khẩu.
- Thành lập xã Hẹ Muông (Điện Biên) trên cơ sở một phần xã Núa Ngam. Xã Hẹ Muông có 7.396,87 ha diện tích tự nhiên và 2.596 nhân khẩu.
- Thành lập xã Na Tông (Điện Biên) trên cơ sở một phần xã Mường Nhà. Xã Na Tông có 14.274,31 ha diện tích tự nhiên và 4.184 nhân khẩu.
- Thành lập xã Phu Luông (Điện Biên) trên cơ sở một phần xã Mường Lói. Xã Phu Luông có 14.482,57 ha diện tích tự nhiên và 1.905 nhân khẩu.
- Thành lập xã Pá Khoang (Điện Biên) trên cơ sở một phần xã Mường Phăng. Xã Pá Khoang có 5.702,27 ha diện tích tự nhiên và 3.960 nhân khẩu.
- Thành lập xã Nà Tòng (Tuần Giáo) trên cơ sở một phần xã Mùn Chung. Xã Nà Tòng có 3.755,0 ha diện tích tự nhiên và 2.264 nhân khẩu.
- Thành lập xã Pú Xi (Tuần Giáo) trên cơ sơ một phần xã Mường Mùn. Xã Pú Xi có 12.212,11 ha diện tích tự nhiên và 2.351 nhân khẩu.
- Thành lập xã Rạng Đông (Tuần Giáo) trên cơ sở một phần xã Phình Sáng. Xã Rạng Đông có 3.902,0 ha diện tích tự nhiên và 3.220 nhân khẩu.
- Thành lập xã Chiềng Đông (Tuần Giáo) trên cơ sở một phần xã Chiềng Sinh. Xã Chiềng Đông có 3.898,0 ha diện tích tự nhiên và 4.997 nhân khẩu.
- Thành lập xã Mường Khong (Tuần Giáo) trên cơ sở một phần xã Nà Sáy. Xã Mường Khong có 10.716,81 ha diện tích tự nhiên và 2.866 nhân khẩu.
- Thành lập huyện Nậm Pồ trên cơ sở một phần huyện Mường Nhé (toàn bộ 10 xã: Pa Tần, Chà Cang, Nà Khoa, Nà Bủng, Nà Hỳ, Na Cô Sa, Nậm Tin, Nậm Nhừ, Nậm Chua, Vàng Đán) và huyện Mường Chà (toàn bộ 05 xã: Chà Tở, Nậm Khăn, Chà Nưa, Si Pa Phìn, Phìn Hồ). Huyện Nậm Pồ có 149.812,96 ha diện tích tự nhiên và 43.542 nhân khẩu; có 15 xã.

Năm 2019, điều chỉnh địa giới thành phố Điện Biên Phủ và huyện Điện Biên; sáp nhập một số xã thuộc thành phố Điện Biên Phủ và điều chỉnh địa giới thị trấn Tủa Chùa thuộc huyện Tủa Chùa.
- Sáp nhập toàn bộ 4 xã: Nà Tấu, Nà Nhạn, Mường Phăng, Pá Khoang (Điện Biên) vào thành phố Điện Biên Phủ.
- Sáp nhập một phần các xã Thanh Hưng, Thanh Luông (Điện Biên) vào phường Thanh Trường (TP. Điện Biên Phủ). Phường Thanh Trường có 7,02 km² diện tích tự nhiên và quy mô dân số 6.457 người; xã Thanh Luông có 35,26 km² diện tích tự nhiên và quy mô dân số 5.976 người.
- Sáp nhập một phần xã Thanh Hưng (Điện Biên) vào phường Nam Thanh (TP. Điện Biên Phủ). Phường Nam Thanh có 5,13 km² diện tích tự nhiên và quy mô dân số 8.156 người, xã Thanh Hưng có 19,47 km² diện tích tự nhiên, quy mô dân số 5.555 người.
- Sáp nhập xã Tà Lèng (TP. Điện Biên Phủ) vào xã Thanh Minh. Xã Thanh Minh có 40,34 km² diện tích tự nhiên và quy mô dân số 3.381 người.
- Sau khi điều chỉnh, thành phố Điện Biên Phủ có 308,18 km² diện tích tự nhiên, quy mô dân số 80.366 người, có 12 đơn vị hành chính cấp xã, gồm 07 phường và 05 xã. Huyện Điện Biên có 1.395,99 km² diện tích tự nhiên, quy mô dân số 93.850 người, có 21 đơn vị hành chính cấp xã.
- Sáp nhập một phần xã Mường Báng (Tủa Chùa) vào thị trấn Tủa Chùa. Thị trấn Tủa Chùa có 14,49 km² diện tích tự nhiên, quy mô dân số 8.184 người. Xã Mường Báng có 56,29 km² diện tích tự nhiên, quy mô dân số 5.049 người.

## Giai đoạn 2025 - nay

### Năm 2025: Nghị quyết số 203/2025/QH15
- Nghị quyết số 203/2025/QH15[10] ngày 16 tháng 6 năm 2025 của Quốc hội về việc sửa đổi, bổ sung một số điều của Hiến pháp nước Cộng hòa Xã hội chủ nghĩa Việt Nam:

1. Kết thúc hoạt động của các đơn vị hành chính cấp huyện trong cả nước từ ngày 01 tháng 7 năm 2025.

### Năm 2025: Nghị quyết số 1661/NQ-UBTVQH15
- Nghị quyết số 1661/NQ-UBTVQH15[11] ngày 16 tháng 6 năm 2025 của Ủy ban Thường vụ Quốc hội về việc sắp xếp các đơn vị hành chính cấp xã của tỉnh Điện Biên năm 2025:
- Tỉnh Điện Biên

1. Sắp xếp toàn bộ diện tích tự nhiên, quy mô dân số của các xã Nậm Vì, Chung Chải và Mường Nhé thành xã mới có tên gọi là xã Mường Nhé.
2. Sắp xếp toàn bộ diện tích tự nhiên, quy mô dân số của các xã Sen Thượng, Leng Su Sìn và Sín Thầu thành xã mới có tên gọi là xã Sín Thầu.
3. Sắp xếp toàn bộ diện tích tự nhiên, quy mô dân số của xã Huổi Lếch và xã Mường Toong thành xã mới có tên gọi là xã Mường Toong.
4. Sắp xếp toàn bộ diện tích tự nhiên, quy mô dân số của xã Pá Mỳ và xã Nậm Kè thành xã mới có tên gọi là xã Nậm Kè.
5. Sắp xếp toàn bộ diện tích tự nhiên, quy mô dân số của xã Na Cô Sa và xã Quảng Lâm thành xã mới có tên gọi là xã Quảng Lâm.
6. Sắp xếp toàn bộ diện tích tự nhiên, quy mô dân số của các xã Nà Khoa, Nậm Nhừ, Nậm Chua và Nà Hỳ thành xã mới có tên gọi là xã Nà Hỳ.
7. Sắp xếp toàn bộ diện tích tự nhiên, quy mô dân số của các xã Chà Cang, Chà Nưa, Nậm Tin và Pa Tần thành xã mới có tên gọi là xã Mường Chà.
8. Sắp xếp toàn bộ diện tích tự nhiên, quy mô dân số của xã Vàng Đán và xã Nà Bủng thành xã mới có tên gọi là xã Nà Bủng.
9. Sắp xếp toàn bộ diện tích tự nhiên, quy mô dân số của xã Nậm Khăn và xã Chà Tở thành xã mới có tên gọi là xã Chà Tở.
10. Sắp xếp toàn bộ diện tích tự nhiên, quy mô dân số của xã Phìn Hồ và xã Si Pa Phìn thành xã mới có tên gọi là xã Si Pa Phìn.
11. Sắp xếp toàn bộ diện tích tự nhiên, quy mô dân số của thị trấn Mường Chà và các xã Ma Thì Hồ, Sa Lông, Na Sang thành xã mới có tên gọi là xã Na Sang.
12. Sắp xếp toàn bộ diện tích tự nhiên, quy mô dân số của xã Huổi Lèng và xã Mường Tùng thành xã mới có tên gọi là xã Mường Tùng.
13. Sắp xếp toàn bộ diện tích tự nhiên, quy mô dân số của xã Hừa Ngài và xã Pa Ham thành xã mới có tên gọi là xã Pa Ham.
14. Sắp xếp toàn bộ diện tích tự nhiên, quy mô dân số của xã Huổi Mí và xã Nậm Nèn thành xã mới có tên gọi là xã Nậm Nèn.
15. Sắp xếp toàn bộ diện tích tự nhiên, quy mô dân số của xã Mường Mươn và xã Mường Pồn thành xã mới có tên gọi là xã Mường Pồn.
16. Sắp xếp toàn bộ diện tích tự nhiên, quy mô dân số của thị trấn Tủa Chùa, xã Mường Báng và xã Nà Tòng thành xã mới có tên gọi là xã Tủa Chùa.
17. Sắp xếp toàn bộ diện tích tự nhiên, quy mô dân số của các xã Tả Sìn Thàng, Lao Xả Phình và Sín Chải thành xã mới có tên gọi là xã Sín Chải.
18. Sắp xếp toàn bộ diện tích tự nhiên, quy mô dân số của các xã Trung Thu,Tả Phìn và Sính Phìnhthành xã mới có tên gọi là xã Sính Phình.
19. Sắp xếp toàn bộ diện tích tự nhiên, quy mô dân số của xã Huổi Só và xã Tủa Thàng thành xã mới có tên gọi là xã Tủa Thàng.
20. Sắp xếp toàn bộ diện tích tự nhiên, quy mô dân số của các xã Xá Nhè, Mường Đun và Phình Sáng thành xã mới có tên gọi là xã Sáng Nhè.
21. Sắp xếp toàn bộ diện tích tự nhiên, quy mô dân số của thị trấn Tuần Giáo, xã Quài Cang và xã Quài Nưa thành xã mới có tên gọi là xã Tuần Giáo.
22. Sắp xếp toàn bộ diện tích tự nhiên, quy mô dân số của các xã Tỏa Tình, Tênh Phông và Quài Tở thành xã mới có tên gọi là xã Quài Tở.
23. Sắp xếp toàn bộ diện tích tự nhiên, quy mô dân số của các xã Mùn Chung, Pú Xi và Mường Mùn thành xã mới có tên gọi là xã Mường Mùn.
24. Sắp xếp toàn bộ diện tích tự nhiên, quy mô dân số của các xã Rạng Đông, Ta Ma và Pú Nhung thành xã mới có tên gọi là xã Pú Nhung.
25. Sắp xếp toàn bộ diện tích tự nhiên, quy mô dân số của các xã Nà Sáy, Mường Thín, Mường Khong và Chiềng Sinh thành xã mới có tên gọi là xã Chiềng Sinh.
26. Sắp xếp toàn bộ diện tích tự nhiên, quy mô dân số của thị trấn Mường Ảng, xã Ẳng Nưa và xã Ẳng Cang thành xã mới có tên gọi là xã Mường Ảng.
27. Sắp xếp toàn bộ diện tích tự nhiên, quy mô dân số của các xã Mường Đăng, Ngối Cáy và Nà Tấu thành xã mới có tên gọi là xã Nà Tấu.
28. Sắp xếp toàn bộ diện tích tự nhiên, quy mô dân số của các xã Ẳng Tở, Chiềng Đông và Búng Lao thành xã mới có tên gọi là xã Búng Lao.
29. Sắp xếp toàn bộ diện tích tự nhiên, quy mô dân số của các xã Nặm Lịch, Xuân Lao và Mường Lạn thành xã mới có tên gọi là xã Mường Lạn.
30. Sắp xếp toàn bộ diện tích tự nhiên, quy mô dân số của các xã Nà Nhạn, Pá Khoang và Mường Phăng thành xã mới có tên gọi là xã Mường Phăng.
31. Sắp xếp toàn bộ diện tích tự nhiên, quy mô dân số của các xã Hua Thanh, Thanh Luông, Thanh Hưng, Thanh Chăn và Thanh Nưa thành xã mới có tên gọi là xã Thanh Nưa.
32. Sắp xếp toàn bộ diện tích tự nhiên, quy mô dân số của các xã Noong Hẹt, Sam Mứn và Thanh An thành xã mới có tên gọi là xã Thanh An.
33. Sắp xếp toàn bộ diện tích tự nhiên, quy mô dân số của các xã Noong Luống, Pa Thơm và Thanh Yên thành xã mới có tên gọi là xã Thanh Yên.
34. Sắp xếp toàn bộ diện tích tự nhiên, quy mô dân số của xã Pom Lót và xã Na Ư thành xã mới có tên gọi là xã Sam Mứn.
35. Sắp xếp toàn bộ diện tích tự nhiên, quy mô dân số của các xã Hẹ Muông, Na Tông và Núa Ngam thành xã mới có tên gọi là xã Núa Ngam.
36. Sắp xếp toàn bộ diện tích tự nhiên, quy mô dân số của các xã Mường Lói, Phu Luông và Mường Nhà thành xã mới có tên gọi là xã Mường Nhà.
37. Sắp xếp toàn bộ diện tích tự nhiên, quy mô dân số của thị trấn Điện Biên Đông, xã Keo Lôm và xã Na Son thành xã mới có tên gọi là xã Na Son.
38. Sắp xếp toàn bộ diện tích tự nhiên, quy mô dân số của xã Phì Nhừ và xã Xa Dung thành xã mới có tên gọi là xã Xa Dung.
39. Sắp xếp toàn bộ diện tích tự nhiên, quy mô dân số của xã Nong U và xã Pu Nhi thành xã mới có tên gọi là xã Pu Nhi.
40. Sắp xếp toàn bộ diện tích tự nhiên, quy mô dân số của các xã Chiềng Sơ, Luân Giói và Mường Luân thành xã mới có tên gọi là xã Mường Luân.
41. Sắp xếp toàn bộ diện tích tự nhiên, quy mô dân số của xã Háng Lìa và xã Tìa Dình thành xã mới có tên gọi là xã Tìa Dình.
42. Sắp xếp toàn bộ diện tích tự nhiên, quy mô dân số của xã Pú Hồng và xã Phình Giàng thành xã mới có tên gọi là xã Phình Giàng.
43. Sắp xếp toàn bộ diện tích tự nhiên, quy mô dân số của phường Sông Đà, phường Na Lay, xã Lay Nưa và xã Sá Tổng thành phường mới có tên gọi là phường Mường Lay.
44. Sắp xếp toàn bộ diện tích tự nhiên, quy mô dân số của các phường Him Lam, Tân Thanh, Mường Thanh, Thanh Bình, Thanh Trường và xã Thanh Minh thành phường mới có tên gọi là phường Điện Biên Phủ.
45. Sắp xếp toàn bộ diện tích tự nhiên, quy mô dân số của phường Noong Bua, phường Nam Thanh và xã Thanh Xương thành phường mới có tên gọi là phường Mường Thanh.
46. Sau khi sắp xếp, tỉnh Điện Biên có 45 đơn vị hành chính cấp xã, gồm 42 xã và 03 phường.